# Agura

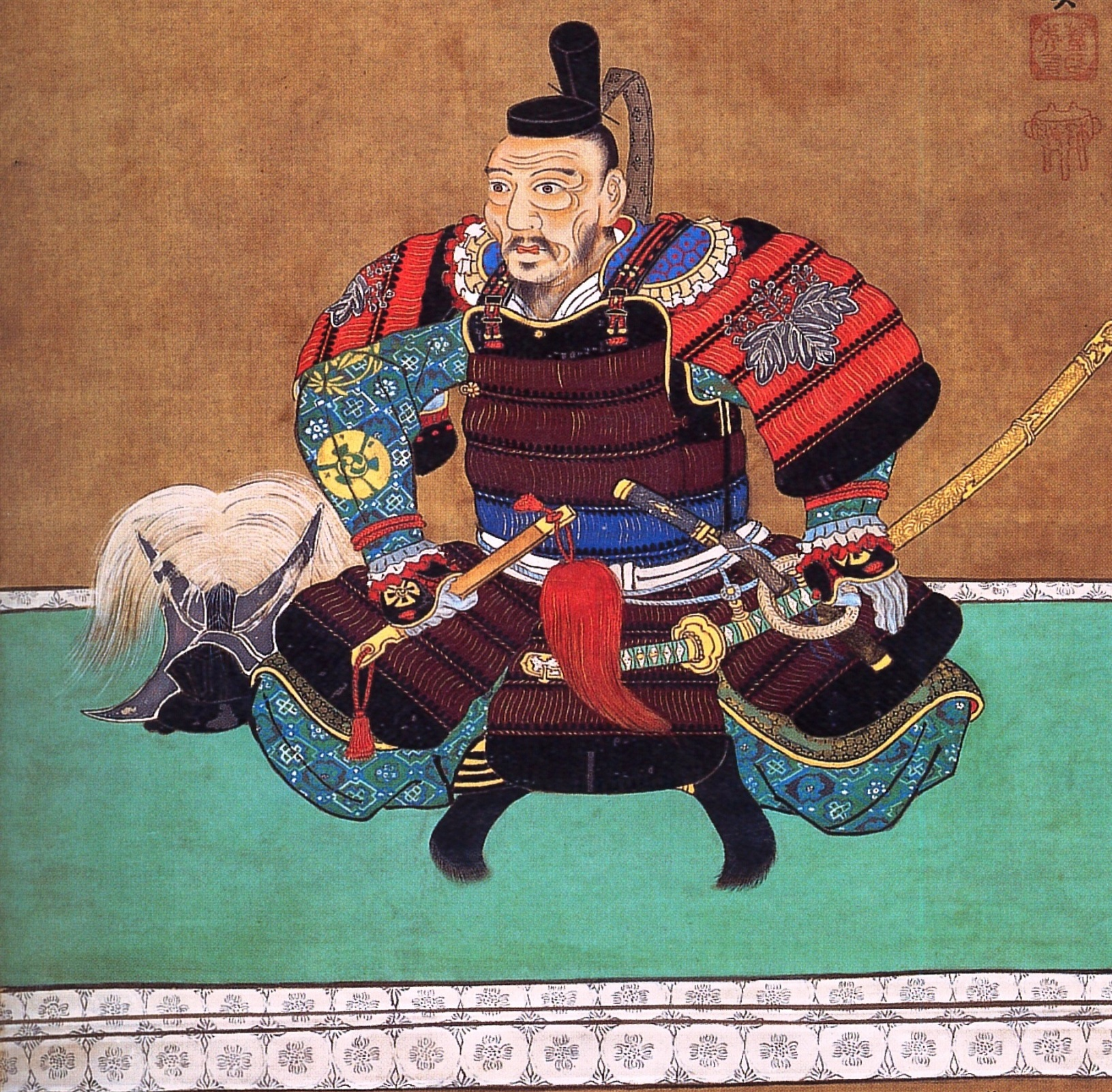
Toyotomi Hideyoshi seduto nella posizione Agura

Agura (胡坐, lit., "seduta forestiera\barbara") è un termine giapponese con cui si indica il sedersi a gambe incrociate, con
la natica sul pavimento (o su un cuscino collocatovi previamente) e le gambe innanzi, ogni piede al di sotto della gamba contrapposta.

## Utilizzo
In Giappone la posizione agura è considerata informale se paragonata alla seiza (seduta adatta) per gli uomini ed è vista come un gesto da virago per le donne. Una posizione accettabile per una donna è invece quella di tenere entrambe le gambe dallo stesso lato del corpo mentre siede rilassata sul tatami. La seduta con lo stile agura viene però tollerata per coloro i quali nelle situazioni formali avrebbero difficoltà a sedersi secondo lo stile seiza, come ad esempio persone anziane o stranieri.